# Thực vật CAM

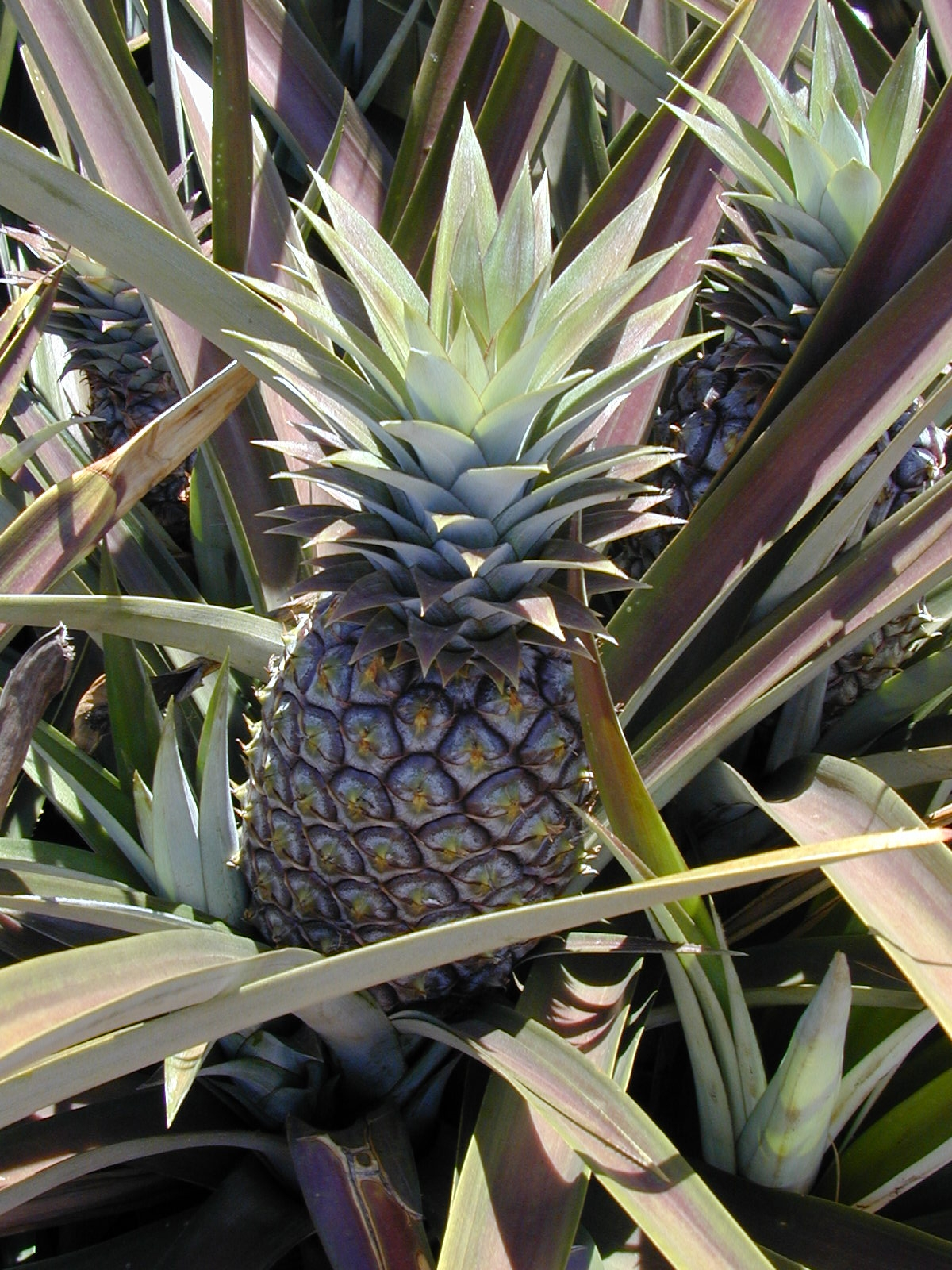
Dứa là một loài thực vật CAM.

Thực vật CAM hay quang hợp CAM với CAM là từ viết tắt của Crassulaceae acid metabolism (trao đổi chất axít Crassulacea), là một kiểu cố định cacbon phức tạp trong một số thực vật quang hợp. CAM là cơ chế thông thường tìm thấy trong các thực vật sinh sống trong các điều kiện khô hạn, bao gồm các loài tìm thấy trong sa mạc (ví dụ, xương rồng hay dứa). Nó được đặt tên theo họ thực vật mà cơ chế này lần đầu tiên được phát hiện ra, là họ Cảnh thiên (Crassulaceae, bao gồm các loài thực vật mọng nước như cảnh thiên, thuốc bỏng v.v).

## Tổng quan
Các thực vật có cơ chế thích nghi để có thể phát triển tốt trong điều kiện khí hậu khô cằn được gọi là thực vật chịu hạn hay thực vật ưa khô. Một số thực vật chịu hạn có các lá nhỏ và dày với tỷ số diện tích bề mặt so với thể tích là nhỏ. Chúng cũng có thể có lớp cutin dày để bảo vệ chúng không bị khô héo. Các khí khổng có thể bị chìm xuống thành các hốc lõm. Một vài thực vật chịu hạn rụng lá vào mùa khô. Một số khác, như xương rồng, lan và dứa có thể lưu giữ nước trong các không bào. Một số thực vật chịu hạn thực hiện cơ chế quang hợp theo kiểu CAM.
Thực vật CAM đóng kín các khí khổng trong thời gian ban ngày nhằm giữ gìn nước bằng cách ngăn cản quá trình thoát-bốc hơi nước. Các khí khổng sẽ được mở ra vào thời gian ban đêm lạnh và ẩm hơn, cho phép chúng hấp thụ dioxide cacbon để sử dụng trong quá trình cố định cacbon.
Quá trình này được bắt đầu khi hợp chất 3-cacbon là photphoenolpyruvat được cacboxylat hóa thành oxaloaxetat và nó sau đó bị khử để tạo ra malat. Thực vật CAM lưu trữ các trung gian 4-cacbon này cùng các hợp chất hữu cơ đơn giản khác trong các không bào của chúng. Muối malat dễ dàng bị phá vỡ thành pyruvat và CO2, sau đó pyruvat được photphorylat hóa để tái sinh photphoenolpyruvat (PEP). Trong thời gian ban ngày, axít malic bị chuyển ra khỏi các không bào và bị phân tách ra để tạo thành CO2 sao cho nó có thể được enzym RuBisCO sử dụng trong chu trình Calvin-Benson trong chất nền đệm của lục lạp. Bằng cách này nó làm giảm tốc độ thoát-bốc hơi nước trong quá trình trao đổi khí, CAM cho phép các loài thực vật này có thể phát triển bình thường trong các điều kiện môi trường mà nếu khác đi thì là quá khô hạn đối với sự phát triển của chúng, hay ít nhất ra là làm cho chúng có thể chịu đựng được các điều kiện cực kỳ khô hạn.

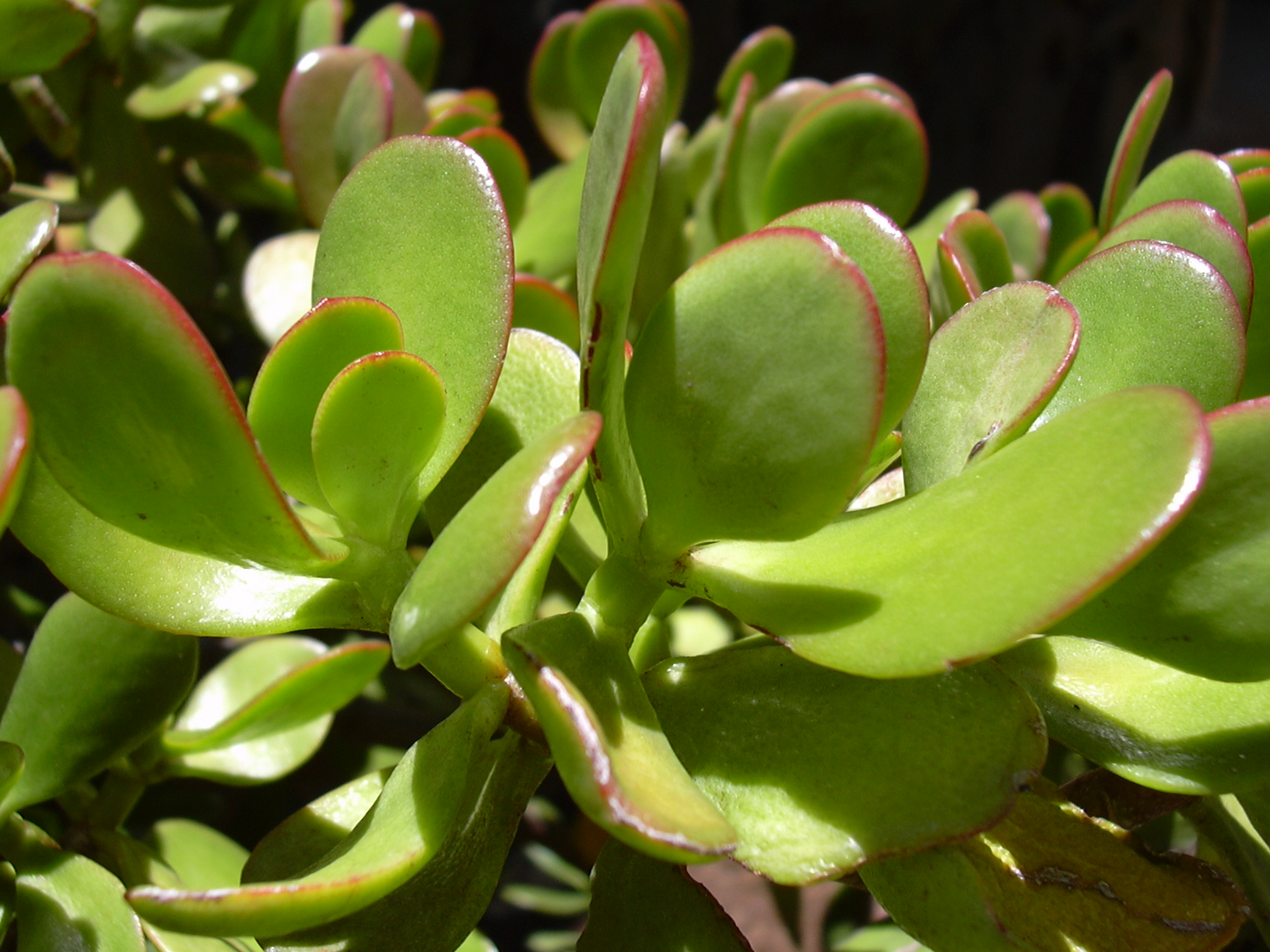
CAM là tên gọi lấy theo họ Crassulaceae, trong đó có chứa loài Crassula argentea

Ở một vài phương diện, CAM tương tự như kiểu quang hợp C4, ngoại trừ một điều là thực vật CAM không chứa các tế bào bó màng bọc. Thực vật C4 bắt CO2 trong một kiểu mô tế bào (thịt lá) và sau đó di chuyển nó tới kiểu mô khác (các tế bào bó màng bao) sao cho quá trình cố định cacbon có thể diễn ra thông qua chu trình Calvin-Benson. Ngoài ra, trao đổi chất C4 diễn ra liên tục khi còn có ánh nắng, trong khi CAM chỉ diễn ra ban đêm. Vì thế, trao đổi chất C4 về mặt tự nhiên là tách rời cố định CO2 ra khỏi chu trình Calvin-Benson, trong khi trao đổi chất CAM tạm thời tách rời cố định CO2 ra khỏi chu trình này.
Thực vật CAM có khả năng giữ nước rất tốt, cũng như rất hiệu quả trong việc sử dụng nitơ. Tuy nhiên, chúng là không hiệu quả trong việc hấp thụ CO2, do vậy chúng là các loại cây phát triển chậm khi so sánh với các loài thực vật khác. Ngoài ra, thực vật CAM cũng tránh quang hô hấp. Enzym chịu trách nhiệm cố định cacbon trong chu trình Calvin, Rubisco, không thể phân biệt CO2 với oxy. Kết quả là thực vật sử dụng năng lượng để phá vỡ các hợp chất cacbon. Quá trình tốn kém này diễn ra khi nồng độ oxy bên trong lá là quá cao, cụ thể là trong các thực vật C3.